# علندى مجنحة
العلندى المجنحة أو الفدر المجنح أو العلندة أو القعود المجنح أو ذيل ماعز أو أيفيدرا (باللاتينية: Ephedra alata) هو نوع نباتي من جنس العلندى يتبع الفصيلة العلندية.

## الموئل والانتشار
موطنها بلاد الشام ومصر والمغرب العربي والجزيرة العربية والعراق. توجد في البيئات الجافة في مناطق الوطن العربي.